# Saad El Shazly
Saad el-Shazly (arabe : سعد الشاذلي), de son nom complet Saad Mohamed el-Husseiny El Shazly (arabe : سعد الدين محمد الحسيني الشاذلي), né le 1er avril 1922 à Basyoun (royaume d'Égypte) et mort le 10 février 2011 au Caire (Égypte), est un militaire et diplomate égyptien.

## Biographie
Chef de division au cours de la guerre des Six Jours, il occupe le poste de chef d'état-major des forces armées égyptiennes au cours de la guerre israélo-arabe de 1973. À la suite de sa critique publique des accords de Camp David (1978), il occupe le poste d'ambassadeur au Royaume-Uni puis au Portugal avant de s’exiler en Algérie.

## Principales décorations

### Décorations égyptiennes
- Collier de l'Ordre du Nil.

- Grand-cordon de l'Ordre de la République.
- Grand-croix de l'Ordre égyptien du Mérite.
- Membre de 1re classe de l'Ordre de la Vertu.
- Membre de 1re classe de l'Ordre de l'étoile du Sinaï.
- Médaille de l'Ordre de la Libération de Sinaï.
- Médaille de l'Ordre du courage militaire.
- Médaille de l'Ordre de l'honneur militaire.
- Médaille de l'Ordre du service militaire.
- Médaille du service impeccable.
- Médaille commémorative de la Guerre d'Octobre.

### Décorations étrangères
- Première classe de l'Ordre du Mérite national (Algérie).
- Commandeur de l'Ordre de l'Infant Dom Henri (Portugal).
- Grand-cordon de l’Ordre des Deux Nils (Soudan).
- Grand-cordon dans l'Ordre des Omeyyades (Syrie).

## Publications
- The Crossing of the Suez, Beyrouth, American Mideast Research, 1980.